# パペ・サール
パペ・サール（Pape Sarr、1977年12月7日 - ）は、セネガルの元サッカー選手。元セネガル代表。ポジションはミッドフィールダー。

## 来歴
2000年にアフリカネイションズカップでセネガル代表デビュー。アフリカネイションズカップ2002ではセネガル史上初の決勝進出を果たした。また、2002 FIFAワールドカップにも出場した。2004年までに28試合に出場、2得点をあげた。

## 代表歴

### 出場大会
- セネガル代表
  - 2002 FIFAワールドカップ

### 試合数
- 国際Aマッチ 28試合 2得点（2000年-2004年）[1]

| セネガル代表 | 国際Aマッチ | 国際Aマッチ |
| 年           | 出場        | 得点        |
| ------------ | ----------- | ----------- |
| 2000         | 4           | 0           |
| 2001         | 11          | 1           |
| 2002         | 8           | 0           |
| 2003         | 1           | 1           |
| 2004         | 4           | 0           |
| 通算         | 28          | 2           |